# Râul Răchita, Râul Mic
Râul Răchita este un curs de apă, afluent al Râului Mic. 